# فرادنبه
فَرادُنبِه (همچنین پَرادُنبِه) شهری در شهرستان بروجن از توابع استان چهارمحال و بختیاری است که مردم آن به زبان ترکی صحبت می‌کنند.

## وجه تسمیه و تاریخچه
احتمالاً ریشهٔ ترکانِ این شهر به طایفه قشقاییِ ابیوردی می‌رسد که از خراسان به فارس و سپس به این ناحیه کوچیدند.

### ازفرهنگ دهخدا
فرادنبه. [فَ  دُمْ  بَ] (اِخ) قصبه‌ای است از دهستان گندمان. بخش مرکزی شهرستان بروجن، واقع در ۱۱ هزارگزی باختر بروجن متصل به راه بروجن به اصفهان. ناحیه‌ای است واقع در دامنهٔ کوه و معتدل که دارای ۴٬۰۰۴ تن سکنه است. آب آنجا از قنات تأمین می‌شود و محصولاتش غلات، حبوب، کتیرا و لبنیات است. اهالی به کشاورزی و گله‌داری گذران می‌کنند. صنعت دستی زنان قالی‌بافی است. راه ماشین رو و یک باب دبستان و نیز یک قلعهٔ قدیمی و یک زیارتگاه و در حدود ۳۵ باب دکان دارد. (از فرهنگ جغرافیایی ایران ج ۱۰).

## جمعیت
بر اساس سرشماری عمومی نفوس و مسکن (۱۳۹۵) جمعیت فرادنبه ۱۳۳۱۷ نفر (۳۸۰۸ خانوار) بوده است.

## آب و هوا
نزدیکترین ایستگاه هواشناسی به فرادنبه، ایستگاه بروجن می‌باشد که حدوداً در ۵ کیلومتری فرادنبه قرار دارد. از بروجن همواره به عنوان یکی از سردترین شهرهای کشور در گزارش‌ها هواشناسی نام برده می‌شود
ارتفاع این شهرستان از سطح متوسط دریا ۲۴۳۲ متر است. از لحاظ اقلیمی دارای شرایط نیمه مرطوب با تابستان معتدل و زمستان بسیار سرد می‌باشد. تعداد روزهای یخبندان در حدود ۱۲۲ روز در سال می‌باشد. حداقل مطلق دمای این ایستگاه به ۳۶- درجه می‌رسد و حداکثر مطلق دمای مشاهد شده به ۳۶درجه سانتیگراد بالغ گردیده است. بارش سالانه این ایستگاه به‌طور متوسط به ۳۶۰ میلی‌متر بالغ می‌گردد و دارای دو فصل خشک و مرطوب است. فصل خشک آن از خرداد تا شهریور ادامه دارد و فصل مرطوب آن از مهر ماه آغاز و تا اردیبهشت ادامه دارد. در مجموع بارش فصل زمستان به ۴۴ درصد و پاییز به ۳۲درصد و بهار به ۲۴درصد می‌رسد و تابستان ۱ در صد بارش را داراست.
بروجن یکی از مرتفع‌ترین شهرهای کشور است که این خصیصه بروجن را از جهت محیط زیست حیوانی و گیاهی بسیار غنی و پر جاذبه نموده است.
| آب و هوای بروجن                                          | آب و هوای بروجن | آب و هوای بروجن | آب و هوای بروجن | آب و هوای بروجن | آب و هوای بروجن | آب و هوای بروجن | آب و هوای بروجن | آب و هوای بروجن | آب و هوای بروجن | آب و هوای بروجن | آب و هوای بروجن | آب و هوای بروجن | آب و هوای بروجن |
|                                                          | ژانویه          | فوریه           | مارس            | آوریل           | مـــــه         | ژوئـن           | ژوئیـه          | اوت             | سپتامبر         | اکتبـر          | نوامبر          | دسامبر          | سـال            |
| -------------------------------------------------------- | --------------- | --------------- | --------------- | --------------- | --------------- | --------------- | --------------- | --------------- | --------------- | --------------- | --------------- | --------------- | --------------- |
| گرم‌ترین C°                                               | ۱۲٫۰            | ۱۵٫۰            | ۲۰٫۰            | ۲۳٫۰            | ۲۹٫۰            | ۳۰٫۰            | ۳۵٫۰            | ۳۵٫۰            | ۳۱٫۰            | ۲۶٫۰            | ۱۸٫۰            | ۱۱٫۰            | ۱۹٫۹            |
| میانگین گرم‌ترین‌ها C°                                     | ۱۲٫۰            | ۱۵٫۰            | ۲۰٫۰            | ۲۳٫۰            | ۲۹٫۰            | ۳۰٫۰            | ۳۵٫۰            | ۳۵٫۰            | ۳۱٫۰            | ۲۶٫۰            | ۱۸٫۰            | ۱۱٫۰            | ۱۹٫۹            |
| میانگین سردترین‌ها C°                                     | -۱۴٫۰           | -۸٫۰            | -۷٫۰            | -۳٫۰            | ۲٫۰             | ۵٫۰             | ۱۱٫۰            | ۷٫۰             | ۲٫۰             | ۱٫۰             | -۶٫۰            | -۱۴٫۰           | ۱٫۱             |
| سردترین C°                                               | -۱۴٫۰           | -۸٫۰            | -۷٫۰            | -۳٫۰            | ۲٫۰             | ۵٫۰             | ۱۱٫۰            | ۷٫۰             | ۲٫۰             | ۱٫۰             | -۶٫۰            | -۱۴٫۰           |                 |
| منبع: وبگاه اداره هواشناسی چهار محال و بختیاری ۸ مهٔ ۲۰۱۱ |                 |                 |                 |                 |                 |                 |                 |                 |                 |                 |                 |                 |                 |

## بناهای تاریخی
بر اساس موقعیت منطقه و سنگ قبور موجود در گورستان‌های قدیمی شهر و آنچه به جای مانده قبل از پیدایش شهر در منطقهٔ فعلی اجداد ساکنین امروزی در چندین منطقه مجزا قلعه‌های اطراف شهر مستقر بودند که بر اثر یورش‌های پی در پی متجاوزین بر دستاوردهای این دهات ایل‌نشین آن‌ها مجبور به اسکان در محل فعلی می‌گردند اگر چه تاریخ دقیق این اسکان مشخص نیست اما حدود تقریبی و قدمت تاریخی آن به سنه‌های ۱۰۲۴ و ۱۰۲۵ ه‍.ق خود گواه این اسکان می‌باشد.

### آثار و ابنیه‌های تاریخی فرادنبه
- حمام خان‌باباخان به سالِ ۱۲۷۶ ه‍.ق
- حمام فرادنبه
- حمام گلشن
- حمام رحمت‌آباد
- حمام خانی فرادنبه
- قلعه فرادنبه به سال ۱۲۷۹ ه‍.ق
- گورستان فرادنبه

## وضعیت اقتصادی
در این شهر حدود نیمی از مردم اقتصادی مبتنی بر کشاورزی نیمه مکانیزه و مکانیزه و دامداری سنتی و نیمه صنعتی دارند. محصولات موفق آن در زمینه کشاورزی سیب‌زمینی، چغندر قند، گندم، جو و یونجه می‌باشد.
قالی‌بافی از صنایع دستی مشهور آن است و نقش «گل پتو» در این شهر به صورت انحصاری استفاده می‌شود.

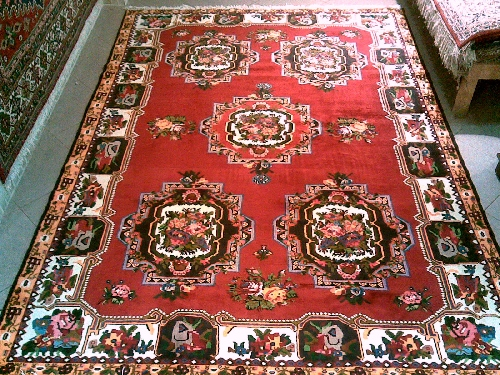
فرش فرادنبه
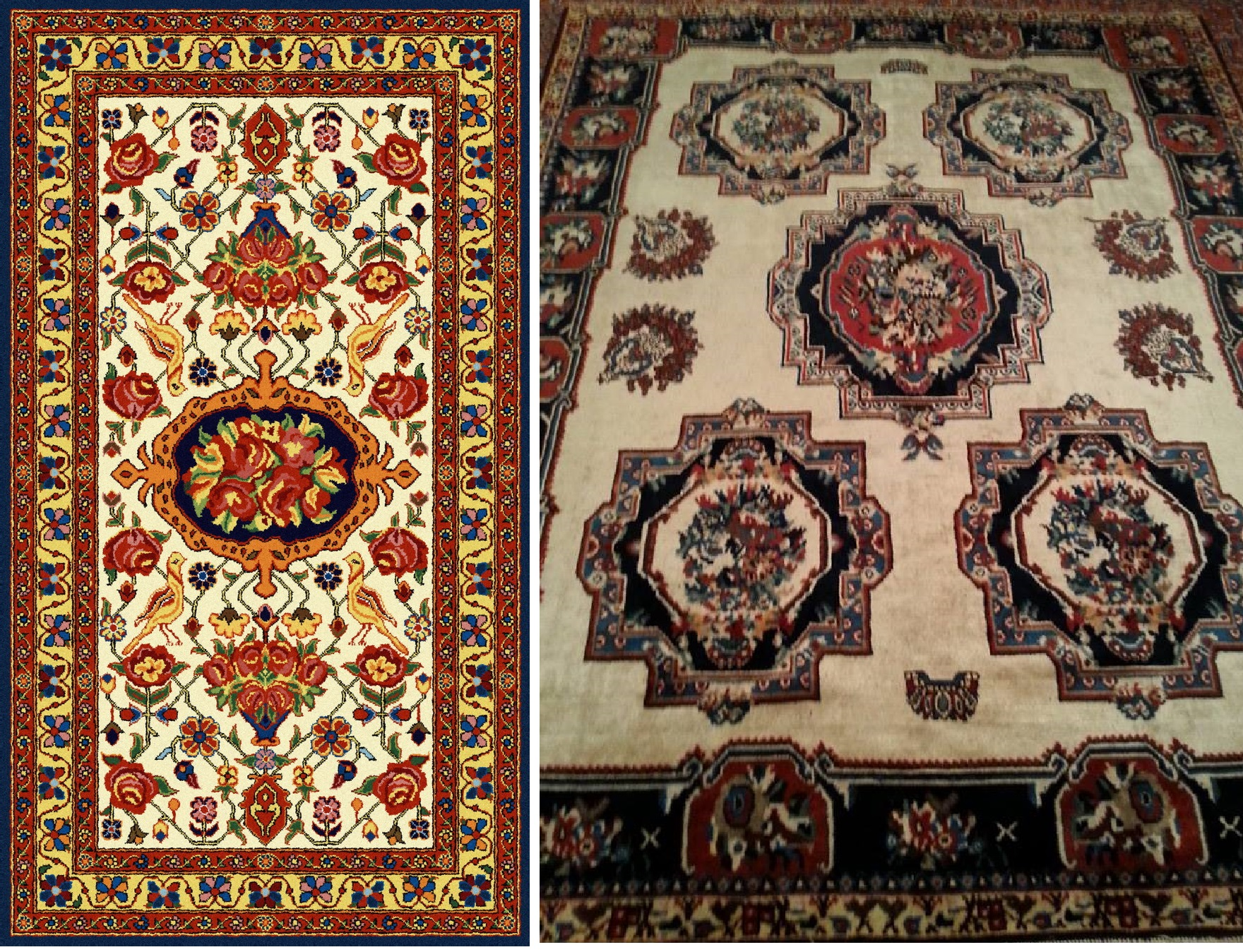
فرش فرادنبه
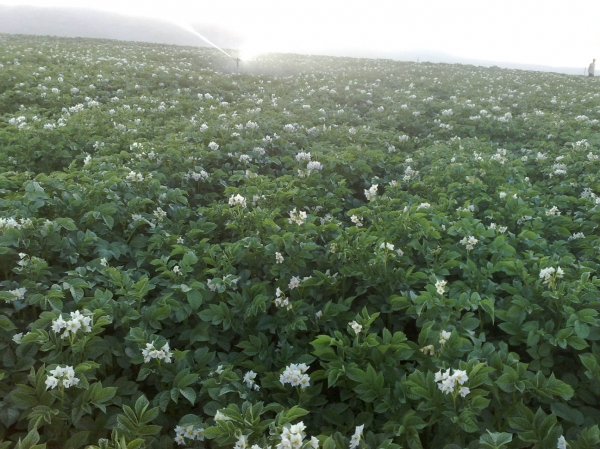
بوته سیب‌زمینی از محصولات شهر

سوغات فرادنبه عبارتند از: کشک، قارا، گلیم و فرش دستباف، لبنیات و…